# Plaça del Mercadal
La Plaça del Mercadal és una plaça pública del municipi de Girona inclosa en l'Inventari del Patrimoni Arquitectònic de Catalunya.

## Descripció
L'enllaç entre el carrer de l'Obra i el de Santa Clara dona lloc a una petita plaça de forma gairebé quadrada. Hi destaca una casa situada a l'angle Sud-oest, potser la més antiga de tot el barri del Mercadal. Presenta planta baixa i tres pisos, amb finestres d'estil gòtic molt treballades i una brancalada d'una obertura d'estil romànic que donen testimoni de la gran antiguitat d'aquell edifici.

## Història
Aquest lloc acollí primitivament el mercat que va donar nom al barri sencer. També va rebre els noms de plaça d'en Bonó i Plaça de les Bernardes.
Sobre el noble edifici que destaca enmig de les construccions del lloc, s'havia suggerit la seva pertinença a la família Margarit. Amb tot, les darreres hipòtesis apunten que es tractaria del forn de la Sagristia Major de la Catedral de Girona, una activitat ja protegida en temps del comte Ramon Berenguer III, qui l'any 1106 atorgà la facultat exclusiva de coure pa en el barri del Mercadal a aquesta institució. El privilegi fou renovat pel rei Jaume I l'any 1234, ampliant-li el territori. La dada que confirma la hipòtesi es troba en el fet que l'any 1385 el rei Pere III, trobant-se a Girona, va ordenar a Francesc Serra, arrendador del forn de la Sagristia Major de la Catedral, que entregués als procuradors de l'obra de les muralles la quantitat de tretze lliures. Hom suposa que aquest Francesc Serra era l'hereu de Guillem Ramon Serra, el qual habitava a mitjans de segle xv una casa situada al mateix lloc on avui encara es contempla el noble edifici amb restes romàniques i gòtiques